# 洛代 (努奥罗省)
洛代（義大利語：Lodè），是意大利撒丁大区努奥罗省的一个市镇。总面积120.87平方公里，人口1974人，人口密度16.3人/平方公里（2009年）。ISTAT代码为091041。